# Hister araucanus
Hister araucanus är en skalbaggsart som beskrevs av Michael S. Caterino och Jorge E. Arriagada 2003. Hister araucanus ingår i släktet Hister och familjen stumpbaggar. Inga underarter finns listade i Catalogue of Life.